# 12044 Fabbri
12044 Fabbri (1997 FU) là một tiểu hành tinh vành đai chính được phát hiện ngày 29 tháng 3 năm 1997 bởi M. Tombelli và G. Forti ở Montelupo.